# Ilya Prigogine
Ilya Prigogine (Russisch: Илья Романович Пригожин, Ilja Romanovitsj Prigozjin) (Moskou, 25 januari 1917 – Brussel, 28 mei 2003) was een in Rusland geboren Belgisch fysisch chemicus en wetenschapsfilosoof. In 1977 ontving hij de Nobelprijs Scheikunde voor zijn bijdrage tot de thermodynamica van niet-evenwichtsprocessen, in het bijzonder de theorie van dissipatieve structuren. Daarmee is hij ook belangrijk voor het vakgebied dat "chaostheorie" is gaan heten.

## Biografie
Prigogine werd geboren in Moskou enkele maanden voor de Russische Revolutie van 1917 in een joodse familie. Zijn vader, Roman (Ruvim Abramovitsj) Prigogine, was een ingenieur chemie aan de Koninklijke Technische Hogeschool Moskou; zijn moeder, Yulia Vichman, was een pianiste. Verder had hij een broer, Alexandre (1913-1991) die een bekend ornitholoog werd, expert op het gebied van de vogels uit Midden-Afrika. Omdat de familie kritisch stond tegenover het nieuwe Sovjetregime verlieten ze in 1921 Rusland. Via omzwervingen door Litouwen en Duitsland kwamen ze in 1929 aan in België, waar Prigogine in 1949 de Belgische nationaliteit kreeg.
Prigogine studeerde scheikunde aan de Université libre de Bruxelles (ULB). In 1939 kreeg hij er zijn licentiaat in de schei- en natuurkunde en promoveerde in 1949 onder Théophile De Donder tot doctor in de scheikunde. Aan de ULB werd hij in 1950 benoemd tot buitengewoon hoogleraar en een jaar later tot gewoon hoogleraar scheikunde. In 1959 werd hij gevraagd om directeur te worden van het Solvay Instituut te Brussel.
In hetzelfde jaar begon hij ook te doceren aan de Universiteit van Texas in Austin, alwaar hij later werd aangesteld als Regental Professor and Ashbel Smith Professor of Physics and Chemical Engineering. Van 1961 tot 1966 was tevens verbonden met het Enrico Fermi Instituut van de Universiteit van Chicago. In Austin was hij in 1967 medeoprichter van het Center for Complex Quantum Systems. Vanaf dat jaar verdeelde hij zijn tijd tussen Brussel en Austin.
Prigogine was gehuwd met de Belgische poëet Hélène Jofé (1921-1988), met wie hij een zoon kreeg, Yves (geboren 1945). Na hun scheiding hertrouwde hij in 1961 met de in Polen geboren scheikundige Marina Prokopowicz met wie hij ook een zoon kreeg, Pascal (geboren 1970).
Prigogine is vooral bekend van zijn definitie van dissipatieve structuren en hun rol in thermodynamische systemen die niet in evenwicht zijn, een ontdekking waarvoor hij in 1977 de Nobelprijs voor de Scheikunde ontving. De klassieke thermodynamica beschouwt alleen systemen in evenwicht. Prigogine breidde deze uit tot processen die ver van hun chemisch evenwichtstoestand afwijken. Door lokale en microscopische veranderingen kunnen uit dergelijke processen spontaan nieuwe geordende structuren ontstaan, die echter dissipatief zijn. Ze blijven slechts voortbestaan indien voortdurend energie en materie in een constante flux met de omgeving worden uitgewisseld.
Buiten de kring van de vakmensen werd Prigogine bekend om zijn boek uit 1980, met coauteur en medewerkster Isabelle Stengers: La nouvelle alliance (Nederlandse vertaling: Orde uit chaos, 1985) – het verhaal van de nieuwe dialoog tussen mens en natuur. Hierin vatte Prigogine de theorie samen in de bewering dat in biologische en sociologische systemen de evolutie niet tot chaos leidt, zoals de klassieke thermodynamica lijkt te leren, maar tot een steeds toenemende organisatie.

## Erkenning
Prigogine was lid van diverse wetenschappelijk organisaties, waaronder die van zijn geboorteland Rusland, en ontving vele onderscheidingen, prijzen en 53 eredoctoraten. Naast de Nobelprijs ontving hij in 1951 de Adolphe Wetrems-prijs, in 1955 de Francquiprijs voor exacte wetenschappen en in 1965 de vijfjaarlijkse Solvayprijs van het Nationaal Fonds voor Wetenschappelijk Onderzoek. Voor zijn studie naar de niet-evenwichtsthermodynamica ontving hij in 1976 de Rumford Medal van de Royal Society en de Prijs van de Gravity Foundation in 1988. In 1989 werd hij door Koning Boudewijn benoemd tot burggraaf. Voorts kreeg hij het Grootkruis in de Orde van Leopold II en was hij Commandeur in het Franse Legioen van Eer.

## Oeuvre
- La Nouvelle Alliance (1979) - met Isabelle Stengers
- Kinetic Theory of Vehicular Traffic - in samenwerking met Robert Herman
- Order out of Chaos (1984) - met Isabelle Stengers (Nederlandse vertaling Orde uit chaos, Uitgeverij Bert Bakker)
- Entre le temps et l'éternité (1988) - met Isabelle Stengers (Nederlandse vertaling Tussen tijd en eeuwigheid, 1989)
- La fin des certitudes (1996) - met Isabelle Stengers (Engelse vertaling The End of Certainty, 1997)